# 猛猎
猛猎，又作勐腊，南北朝时期云龙（今云南云龙县一带）阿昌族首领。
相传云龙一带自古为傣族、阿昌族、布朗族共同杂居区。最初占支配地位的是傣族酋长屏刺者，传四、五世至喇乌，约在4世纪中叶。澜沧江边三姐村酋长喇乌，喜欢女色。一天他打猎天晚，来到阿昌人的松牧村，为了占有寄宿家的女主人而杀了男主人。村人在阿昌酋长栗佐带领下追至三姐村杀了喇乌及其家族，栗佐雄踞一方。栗佐收养族中猎手勐仰为义子，并嫁给女儿。勐仰武艺超群，众人敬佩，承袭了酋长职位。混乱中，傣族或死或逃，阿昌、布朗二族留居，各立酋长，不相统属。勐仰下传五、六代时为猛猎，约在5世纪中叶，与布朗族发生矛盾，展开长期斗争。布朗族酋长底弄袭杀了猛猎，占有其地。猛猎之女奴六逃脱，奴六之子早慨后来杀死底弄报仇。